# 中島照寛

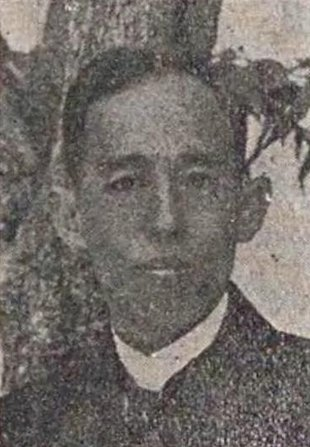
中島照寛

中島 照寛（なかしま てるひろ、1881年（明治14年）3月6日 – 1948年（昭和23年）4月16日）は、日本の衆議院議員（立憲政友会）。熊本県荒尾市長。

## 経歴
熊本県葦北郡日奈久町（現在の八代市）出身。中央大学に学んだ。平井村（現・荒尾市）長、荒尾町（現・荒尾市）長、玉名郡会議員、熊本県会議員を務めた。その他、玉名郡畜産組合長、玉名郡家畜保険組合長を務めた。
1922年（大正11年）、熊本5区（当時）から衆議院議員に補欠当選を果たした。1924年（大正13年）の第15回衆議院議員総選挙で落選した。1928年（昭和3年）の第16回衆議院議員総選挙では熊本1区から立候補したが落選した。
1942年（昭和17年）より荒尾市会議員を2期務め、議長を務めた。1946年（昭和21年）には市長に選出された。翌年、公選で市長に再選されたが、その翌年の1948年（昭和23年）4月に在職中のまま死去した。